# Taposiris Parva
Das alte Taposiris Parva (Montazah) ist wahrscheinlich die Nachfolgebenennung des griechischen Namens Busiris. Die altägyptische Ortschaft lag in Unterägypten auf einer kleinen Halbinsel am Mittelmeer östlich von Alexandria. Taposiris Parva gehört zu den sechs Orten, die bislang unter dem griechischen Namen Busiris lokalisiert werden konnten.
Im Alten Ägypten lag das kleine Dorf im dritten unterägyptischen Gau. Obwohl der Ort öfter erwähnt wurde, ist über die altägyptische Geschichte nichts weiter bekannt.